# ウィル・クレイグ
ウィリアム・アイザック・クレイグ（William Isaac Craig、1994年11月16日 - ）は、アメリカ合衆国テネシー州ジョンソンシティ出身のプロ野球選手（一塁手）。右投右打。現在は、フリーエージェント（FA）。

## 経歴

### プロ入り前
2013年のMLBドラフト37巡目（全体1104位）でカンザスシティ・ロイヤルズから指名されたが、これを拒否してウェイクフォレスト大学に進学。
大学では当初三塁手兼投手としてプレーしていたが、後に一塁手にコンバートされた。在学中の2015年にはアトランティック・コースト・カンファレンスのリーグ戦で打率.382の好成績を残し、同年のカンファレンス最優秀選手に選ばれた。

### プロ入りとパイレーツ時代
2016年のMLBドラフト1巡目（全体22位）でピッツバーグ・パイレーツから指名を受け、入団。契約後に傘下ショートシーズンA級のウェストバージニア・ブラックベアーズでプロデビュー。
2017年は傘下A+級ブレイデントン・マローダーズで123試合に出場し、打率.271、6本塁打、61打点の成績を残した。
2018年は傘下AA級アルトゥーナ・カーブで132試合に出場し、打率.248、20本塁打、102打点の成績を残した。
2019年には傘下AAA級インディアナポリス・インディアンズに昇格。最終的に打率.249、23本塁打、78打点の成績を残し、同年のオールスター・フューチャーズゲームにも選出された。オフにルール・ファイブ・ドラフトからの保護を目的にメジャー契約を結び40人枠入りした。
2020年8月27日にメジャー初昇格を果たし、同日の対セントルイス・カージナルス戦（ブッシュ・スタジアム）のダブルヘッダー第1試合において「9番・一塁手」でメジャー初出場。同年は2試合に出場した。
2021年はAAA級インディアナポリスで開幕を迎え、5月13日にメジャー昇格。同日の対サンフランシスコ・ジャイアンツ戦（PNCパーク）でカミロ・ドバルからMLB初本塁打を記録した。5月27日の対シカゴ・カブス戦（PNCパーク）にて、3回表二死二塁の場面でハビアー・バエズが三塁ゴロを放った際、一塁手として守備に就いていたクレイグが一塁ベース前で走路を逆走し始めたバエズに釣られ、捕球後に一塁ベースを踏まず打者走者のバエズを直接タッチアウトにしようと試みた結果、打者走者のバエズをアウトにできなかったばかりか挟殺プレーの隙を突いて本塁に突入してきた二塁走者のウィルソン・コントレラスの生還を許した。6月4日に新型コロナウイルス感染に伴い故障者リスト入りしていたJT・ブルベイカーと入れ替えでマイナー降格となった。

### キウム時代
2021年7月13日に退団したデビッド・フレイタスの代替選手としてキウム・ヒーローズと契約した。8月13日にKBO初出場を果たし、シーズン終了まで61試合に出場したが、打率.248、6本塁打、30打点という成績に終わり、翌年の再契約は見送られ退団した。
2022年はいずれの球団にも所属しなかった。

## 詳細情報

### 年度別野手成績
| 年 度    | 球 団    | 試 合 | 打 席 | 打 数 | 得 点 | 安 打 | 二 塁 打 | 三 塁 打 | 本 塁 打 | 塁 打 | 打 点 | 盗 塁 | 盗 塁 死 | 犠 打 | 犠 飛 | 四 球 | 敬 遠 | 死 球 | 三 振 | 併 殺 打 | 打 率 | 出 塁 率 | 長 打 率 | O P S |
| -------- | -------- | ----- | ----- | ----- | ----- | ----- | -------- | -------- | -------- | ----- | ----- | ----- | -------- | ----- | ----- | ----- | ----- | ----- | ----- | -------- | ----- | -------- | -------- | ----- |
| 2020     | PIT      | 2     | 4     | 4     | 0     | 0     | 0        | 0        | 0        | 0     | 0     | 0     | 0        | 0     | 0     | 0     | 0     | 0     | 1     | 0        | .000  | .000     | .000     | .000  |
| 2021     | PIT      | 18    | 65    | 60    | 5     | 13    | 2        | 0        | 1        | 18    | 3     | 0     | 0        | 0     | 0     | 5     | 1     | 0     | 22    | 1        | .217  | .277     | .300     | .577  |
| 2021     | キウム   | 61    | 247   | 222   | 25    | 55    | 12       | 0        | 6        | 85    | 30    | 0     | 1        | 0     | 1     | 20    | 1     | 4     | 43    | 4        | .248  | .320     | .383     | .703  |
| MLB：2年 | MLB：2年 | 20    | 69    | 64    | 5     | 13    | 2        | 0        | 1        | 18    | 3     | 0     | 0        | 0     | 0     | 5     | 1     | 0     | 23    | 1        | .203  | .261     | .281     | .542  |
| KBO：1年 | KBO：1年 | 61    | 247   | 222   | 25    | 55    | 12       | 0        | 6        | 85    | 30    | 0     | 1        | 0     | 1     | 20    | 1     | 4     | 43    | 4        | .248  | .320     | .383     | .703  |

- 2022年度シーズン終了時

### 記録
- オールスター・フューチャーズゲーム選出：1回（2019年）

### 背番号
- 31 (2020年)
- 38 (2021年 - 同年途中)
- 24 (2021年途中 - 終了)